# 即時差分定位
即時差分定位（英語：real-time differential global positioning）是相對定位的其中一種，採用電碼之虛擬距離定位並且利用差分方式去消去兩個GPS測站間於訊號接收時所產生的大部分誤差而得較高精度定位方式。即時差分定位精度一般為3－5公尺，較單點定位精度大幅提高，因此已廣泛應用在於車輛導航、資源調查、海洋石油探勘、測量等項目

## 原理
利用一個已知精確座標之GPS作為基站，由參考站接收衛星資料並計算基站位置與衛星位置之間的距離，計算出距離與參考站所測得之虛擬距離的差值（稱為虛擬距離誤差），或是直接由利用測得虛擬距離計算出參考站的坐標和參考站實際坐標間的分量差作為修正值，經由無線電傳至移動點的接收儀作修正，以求出未知點的坐標。
在基站距離約200－300公里範圍內，有多個觀測站同步觀測相同的衛星的情況下，星曆誤差、衛星的軌道誤差、接收器的時鐘誤差、電離層與對流層延遲等誤差對於觀測量具有一定的相關性的影響，所以利用這些觀測量的不同組合，進行差分定位，便可以有效消除或減弱誤差，因此提高定位精度。